# زاك ويلر
زاك ويلر (بالإنجليزية: Zack Wheeler)‏ هو لاعب كرة قاعدة أمريكي، ولد في 30 مايو 1990 في سميرنا في الولايات المتحدة.

## وصلات خارجية
- زاك ويلر على موقع دوري كرة القاعدة الرئيسي (الإنجليزية)
- زاك ويلر على موقعبيزبول رفرنس.كوم (الدوري الرئيسي) (الإنجليزية)
- زاك ويلر على موقعبيزبول رفرنس.كوم (الدوري الثانوي) (الإنجليزية)
- زاك ويلر على موقع إي إس بي إن.كوم (أم.أل.بي) (الإنجليزية)
- زاك ويلر على موقع مشجعي الرسوم البيانية (الإنجليزية)